# 김대한 (야구 선수)
김대한(金大漢, 2000년 12월 6일 ~ )은 KBO 리그 두산 베어스의 외야수이다.

## 아마추어 시절
덕수중학교 시절 투수로서 140km/h의 공을 던지며 주목받았다. 휘문고등학교 1학년 당시 안우진, 이정후와 함께 봉황대기 우승의 주역이었다. 1학년 때부터 주전으로 나와 전체 타격 2위를 차지할 정도로 타격에 재능이 뛰어났다. 2학년 때는 팔꿈치 수술을 받으며 1학년 때보다 기록이 전체적으로 떨어졌으나 이 때부터 1차 지명 후보로 이름이 오르내리기 시작했다. 3학년 때는 주말 리그가 시작할 때부터 맹타를 휘두르며 두산 베어스 팬들이 '두대한', '우리 대한이' 등 최대어 자리를 굳힌 4~5월쯤부터 두산 베어스 선수로 취급할 정도로 서울권 내 1차 지명 후보 중 최대어였다. 6월 25일에 두산 베어스의 1차 지명을 받았으며, 당일 청소년 국가대표팀에 뽑혔다. 국가대표로 선발돼 일본전에서 일본 지역 내 고교 최고의 투수를 상대로 홈런을 쳐 내며 팀의 우승에 공헌했다.

## 두산 베어스시절
2019년 KBO 리그 신인 드래프트에서 1차 지명을 받아 입단하였다. 2019년 3월 24일 한화전에서 대타로 출전하며 데뷔 첫 경기를 치렀고, 경기에서 1타수 무안타를 기록했다. 2020년 8월 10일에 송승환과 함께 입대했다.

## 논란
- 2018년 BFA U-18 아시아 야구 선수권 국가대표 경기에서 1차리그 일본전에서 3루수였던 나카가와 타쿠야 쪽으로 위험한 슬라이딩을 해 현지 신문으로부터 비판을 받았다.[1]

## 출신 학교
- 서울숭인초등학교 (강북리틀)
- 덕수중학교
- 휘문고등학교

## 통산 기록
| 연도 | 팀명  | 타율  | 경기 | 타수 | 득점 | 안타 | 2루타 | 3루타 | 홈런 | 루타 | 타점 | 도루 | 도실 | 볼넷 | 사구 | 삼진 | 병살 | 실책 |
| ---- | ----- | ----- | ---- | ---- | ---- | ---- | ----- | ----- | ---- | ---- | ---- | ---- | ---- | ---- | ---- | ---- | ---- | ---- |
| 2019 | 두산  | 0.000 | 19   | 15   | 4    | 0    | 0     | 0     | 0    | 0    | 0    | 0    | 0    | 3    | 0    | 9    | 0    | 1    |
| 2022 | 두산  | 0.240 | 51   | 96   | 13   | 23   | 6     | 1     | 4    | 43   | 11   | 2    | 1    | 5    | 6    | 27   | 0    | 0    |
| 2023 | 두산  | 0.198 | 33   | 81   | 10   | 16   | 3     | 1     | 1    | 24   | 7    | 1    | 3    | 7    | 1    | 21   | 0    | 3    |
| 2024 | 두산  | 0.133 | 61   | 75   | 10   | 10   | 1     | 0     | 1    | 14   | 7    | 1    | 1    | 8    | 2    | 26   | 1    | 1    |
| 통산 | 5시즌 | 0.184 | 164  | 267  | 17   | 49   | 40    | 2     | 6    | 81   | 25   | 4    | 5    | 23   | 9    | 83   | 1    | 5    |